# Dimes
DIMES (Distributed Internet MEasurements & Simulations eller Distribuerad Internetmätning & Simulationer) är ett utspritt vetenskapligt projekt, med mål att studera Internets struktur och topologi. Det förlitar sig på användarna som frivilligt hjälper till med att köra en klient, vilken pingar samt utför traceroutes till olika adresser. Klienten tar inte särskilt mycket resurser eller bandbredd, ungefär 1 KB/sekund. Klienter finns båda för Windows, Unix och Mac OSX.